# Primula vialii
Primula vialii là một loài thực vật có hoa trong họ Anh thảo. Loài này được Delavay ex Franch. miêu tả khoa học đầu tiên năm 1891.

## Hình ảnh

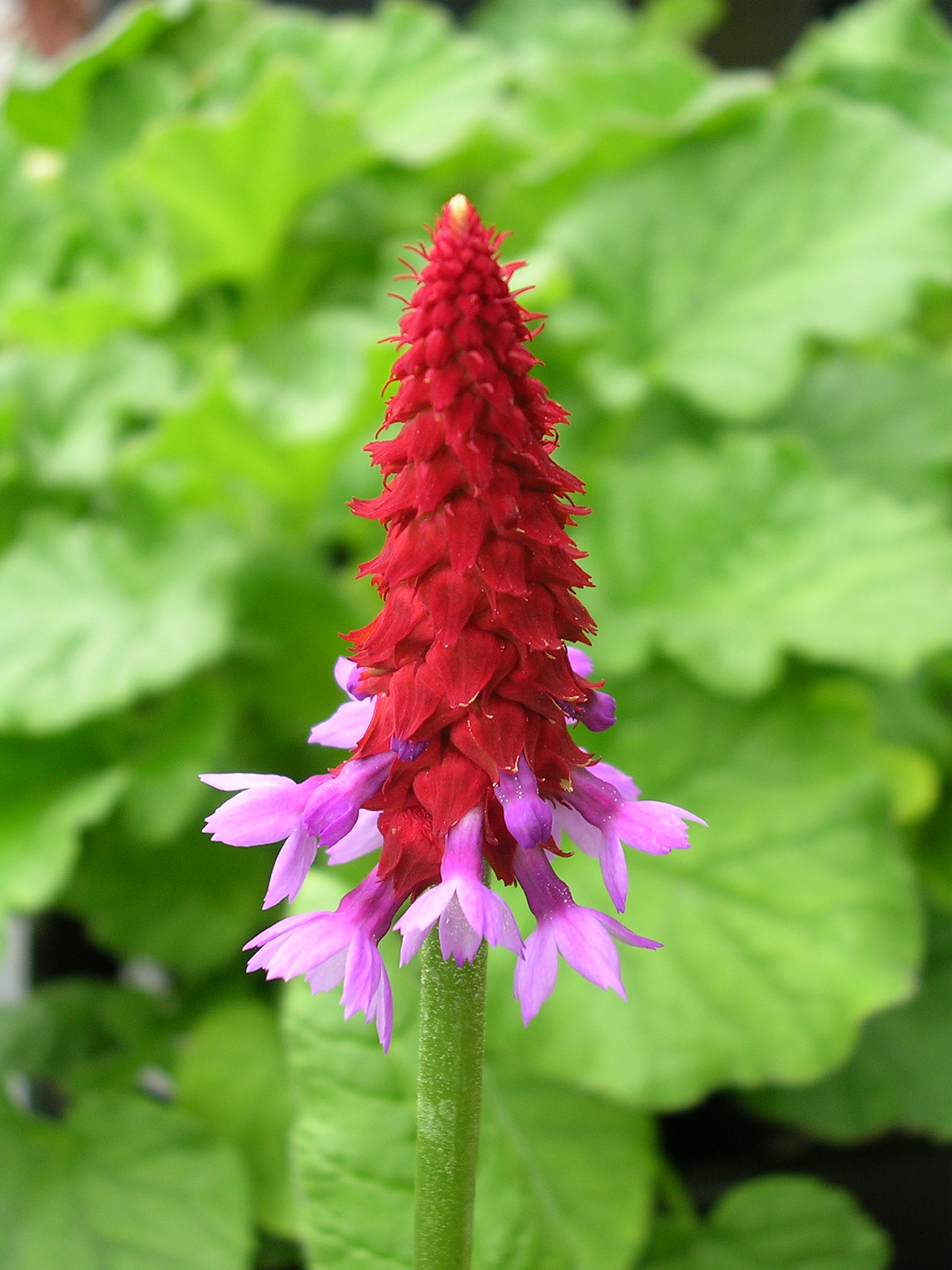
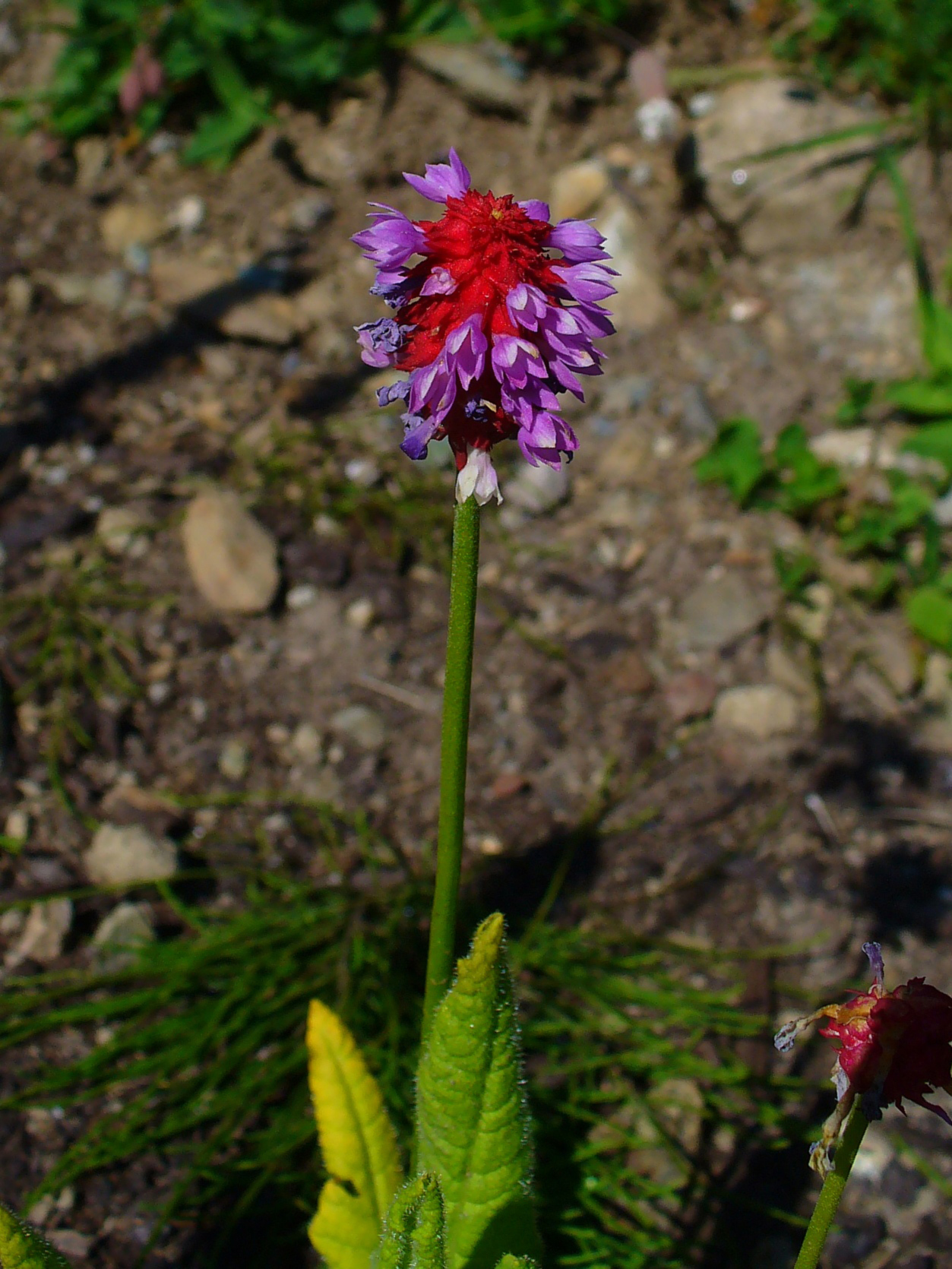
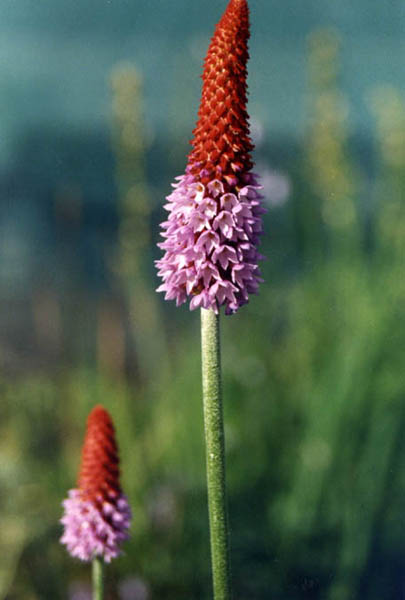
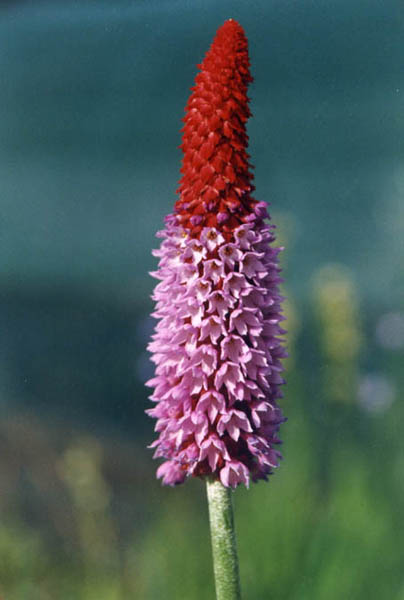